# 千葉県道39号船橋停車場線

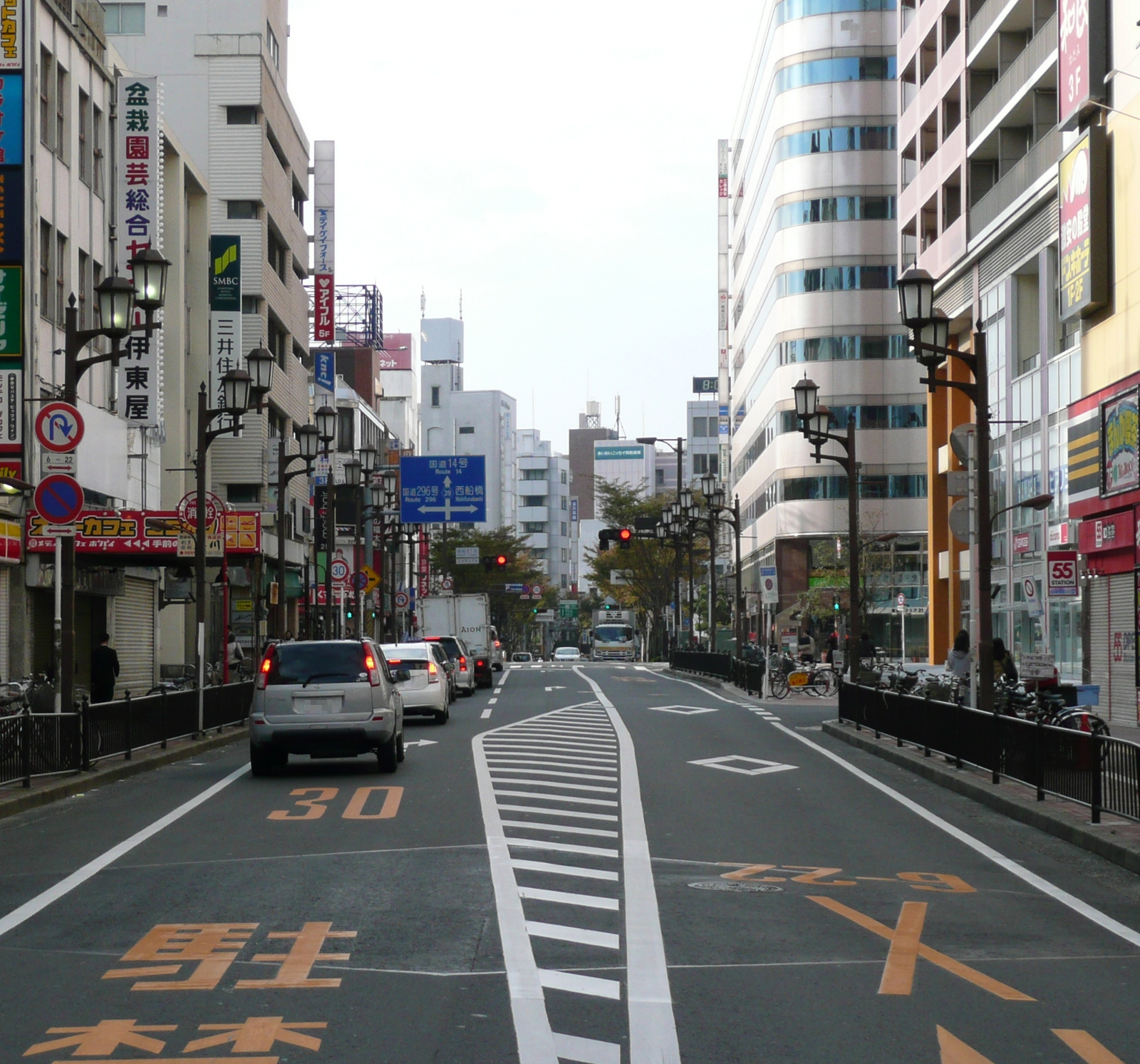
千葉県道39号（京成船橋駅付近、2011年10月）

千葉県道39号船橋停車場線（ちばけんどう39ごう ふなばしていしゃじょうせん）は千葉県船橋市本町のJR船橋駅前を起点とし、船橋市湊町の国道14号、千葉県道156号船橋埠頭線との交点である「湊町2丁目」交差点を終点とする主要地方道である。

## 概要

### 路線データ
- 起点：船橋市本町、JR船橋駅前
- 終点：船橋市湊町、「湊町二丁目」交差点（国道14号交点）
- 総延長：0.542 km（葛南土木事務所管内：0.542 km）
- 重用延長：なし（葛南土木事務所管内：0.0 km）
- 実延長：0.542 km（葛南土木事務所管内：0.542 km[1]）
- Google マップ

## 地理

### 通過する自治体
- 千葉県
  - 船橋市

### 接続するおもな道路
- 国道14号、千葉県道156号船橋埠頭線（船橋市湊町、「湊町2丁目」交差点、終点）